# Museum Gugging

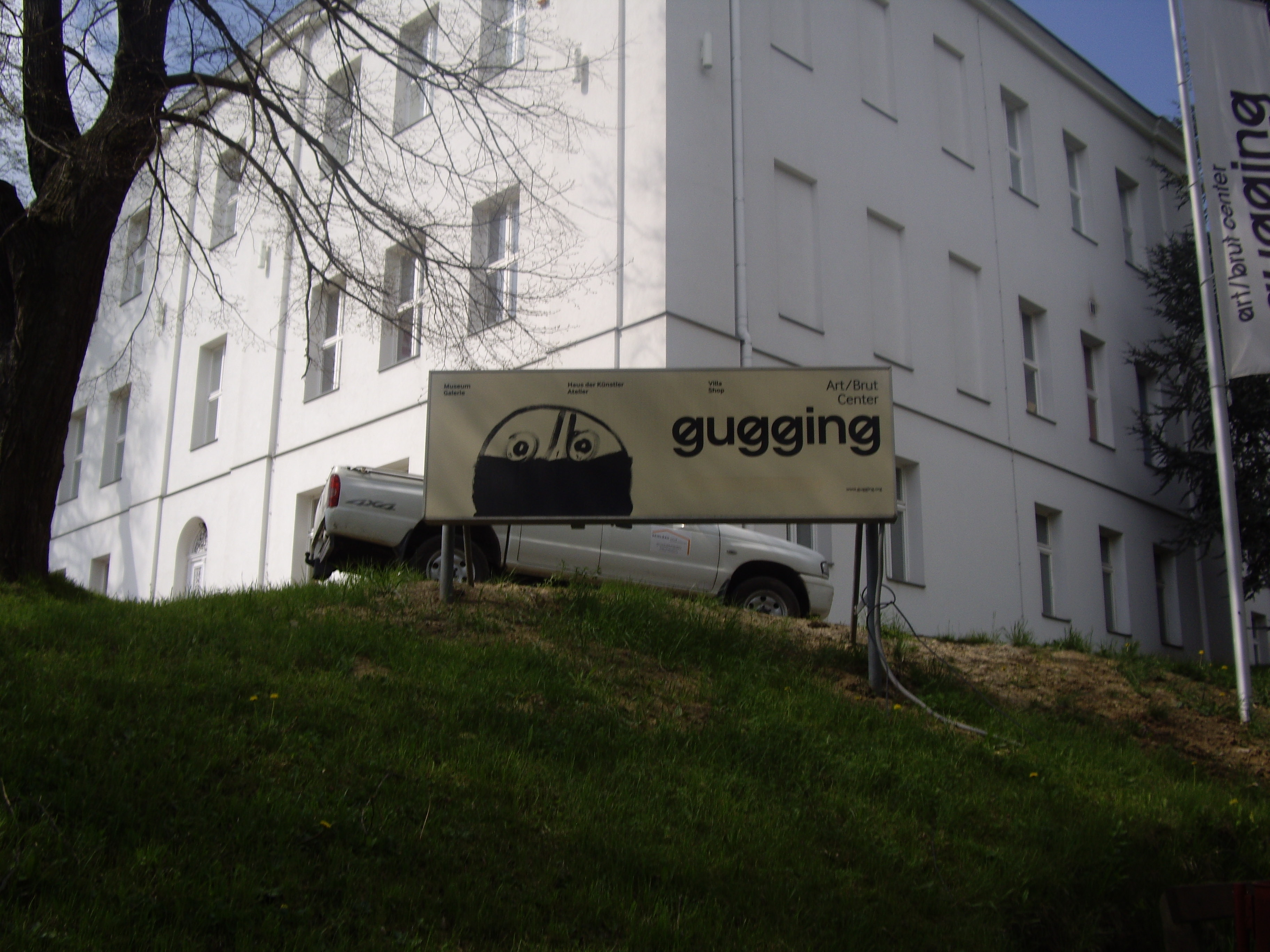
Museum Gugging

Das Museum Gugging (Eigenschreibweise „museum gugging“) ist ein Kunstmuseum in Maria Gugging, einer Katastralgemeinde von Klosterneuburg in Niederösterreich.

## Geschichte

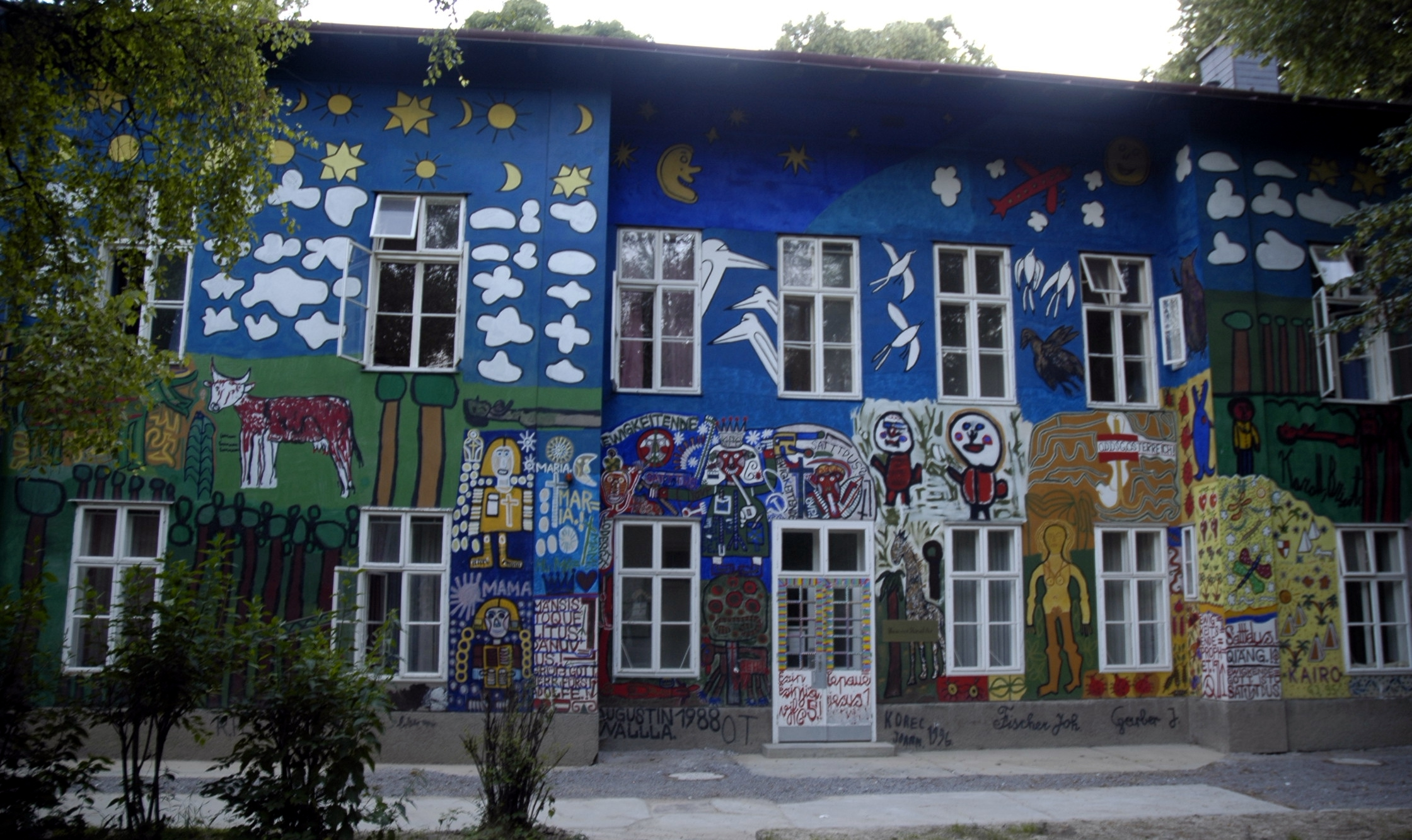
Haus der Künstler

Das Museum Gugging befindet sich in einem ehemaligen Krankenhausgebäude der 2007 aufgelösten „NÖ Landesnervenklinik Ost – Klosterneuburg-Gugging“. Es wurde von Johann Feilacher gegründet, der das Museum sechzehn Jahre lang leitete. Mit 1. Jänner 2023 folgte ihm Nina Ansperger als künstlerische und wissenschaftliche Leiterin des Museums nach.
Als Ausstellungsort für Art brut konzipiert und 2006 eröffnet, zeigt es die Werke der Kunstschaffenden aus Gugging am Ort ihres Entstehens und ist gleichzeitig Forum für internationale Kunst der Vergangenheit und Gegenwart unabhängig von Kategorisierungen. Gemeinsam mit der galerie gugging, dem Haus der Künstler und dem offenen atelier gugging bildet das museum gugging das Art/Brut Center Gugging.

## Ausstellungsprogramm

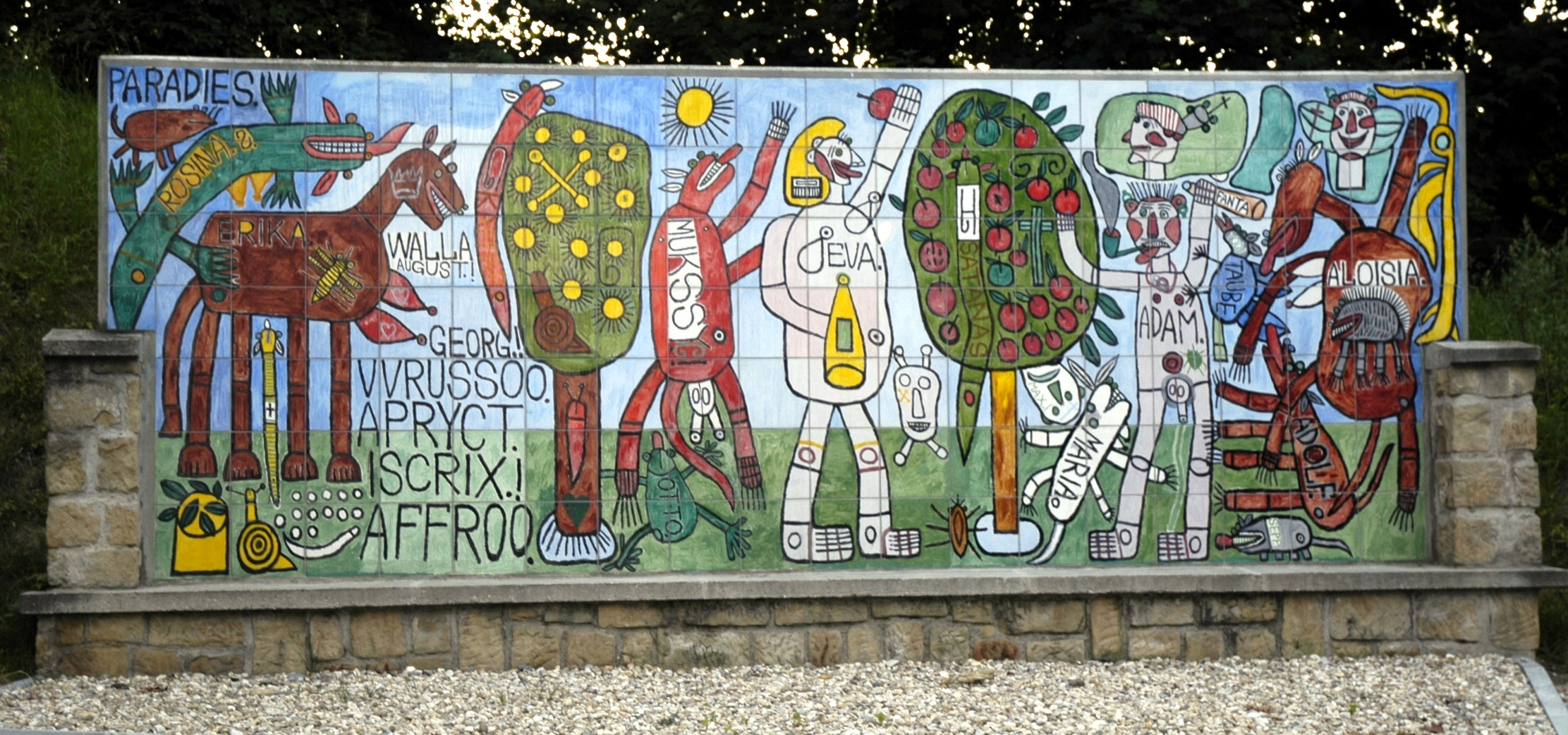
Wandbild von August Walla beim Museum

Das Museum verfügt über eine Ausstellungsfläche von 1.300 m². 700 m² davon werden semi-permanenten Ausstellungen gewidmet, die die Präsentation der Werke von Künstlerinnen und Künstlern aus Gugging von den 1950er Jahren bis in die Gegenwart fokussieren.
Es werden Werke der ersten Generation von Künstlern aus Gugging wie Johann Hauser, Oswald Tschirtner und August Walla neben denen von zeitgenössischen Kunstschaffenden wie Laila Bachtiar, Leonhard Fink, Johann Garber, Günther Schützenhöfer, Jürgen Tauscher oder Karl Vondal gezeigt. Die im Museum präsentierten Werke stammen dabei aus der Sammlung der Privatstiftung – Künstler aus Gugging oder sind Leihgaben aus internationalen Sammlungen und Museen.
Parallel zu den Ausstellungen mit dem Schwerpunkt auf Kunst aus Gugging werden wechselnde Sonderausstellungen mit verschiedensten Themenstellungen organisiert.

## Ausstellungen (Auswahl)
- 2006/2007: Eröffnung des Museums mit der Ausstellung blug
- 2007: liebling.! radierkunst aus vier jahrzehnten, Ida Buchmann
- 2007/2008: sybille.! internationale art brut, innocy's house
- 2008: michel nedjar - animo.!
- 2009: gugging.! in Wien, Bank Austria Kunstforum
- 2009/2010: duo.! anton dobay / oswald tschirtner; liberty.! african american artists; gugging classics.![4]
- 2010: aloïse.! corbaz; hauser's frauen.!; gugging classics 3.!
- 2010/2011: judith & shields.! - judith scott meets tribal art; sava.! sekulic, gugging classics 4.!
- 2011: gaston chaissac.! Erstmals gezeigte Zeichnungen; gugging classics![5]
- 2011/2012: guggging.! 25 Jahre, Jubiläumsausstellung zu 25 Jahre „Haus der Künstler“
- 2012: august walla.!; weltallende gugging favorites.![6]
- 2012/2013: yogini.! kunst aus tibet; gugging classics 5.!; august walla.! favorites im Novomatic Salon
- 2013: faces.! - faces from gugging faces.! Mathias Braschler & Monika Fischer; adria.! sartore im Novomatic Salon
- 2013/2014: ingolf ebeling sonnenstrahlenmillionär
- 2014/2015: adolf wölfli. universum.![7]
- 2014 – 2018: gugging meisterwerke.!
- 2014–2021: ein künstlerhaus auf reisen
- 2015: navratils künstler-gästebuch.!
- 2015: julius klingebiel.zelle.!
- 2015/2016: art brut: japan - schweiz.!
- 2015/2016: ernst herbeck.! eine leise sprache ist mir lieber
- 2016/2017: johann hauser ... der künstler bin ich!
- 2017: jean dubuffets art brut.! die anfänge seiner sammlung
- 2017/2018: johann garber.! bastler und meistermaler
- 2017/2018:  karl vondal.! erotisches
- 2018/2019: philipp schöpke.!
- 2018–2021: gehirngefühl.! kunst aus gugging von 1970 bis zur gegenwart
- 2019: walla. foto.text.=ilien.!
- 2019/2020: die sammlung prinzhorn.! art brut vor der art brut
- 2020/2021: oswald tschirtner.! das ganze beruht auf gleichgewicht
- 2020/2021: marianne maderna im dialog mit den künstler*innen aus gugging
- 2021: naiv.? naive kunst aus der sammlung infeld[8]
- 2021–2024: gugging.! classic & contemporary
- 2022: treger saint silvestre: the art brut collection.! das centro de arte oliva in gugging[9]
- 2022/2023: brut favorites.! feilacher's choice
- 2023: gugging inspiriert.! von bowie bis roth
- 2023/2024: abstrakt.!? zwischen figuration und abstraction[10][11]
- 2024: else blankenhorn.! eine retrospektive das gedankenleben ist doch wirklich[12]
- 2024/2025: fantastische orte.!, August Walla, Leopold Strobl, Karl Vondal, Leonhard Fink[13]
- 2025: herrera & dubuffet.! a spark of light in this world

## Sonstiges
Die vom Museum Gugging in den Ausstellungstiteln angewandte Interpunktion  „.!“ (Punkt und Ausrufezeichen) und die unter anderem im Logo verwendeten, mit Querbalken versehenen Buchstaben sind eine Referenz auf den Gugginger Künstler August Walla (1936–2001). Walla verwendete in seinen zahlreichen Briefen und in Zeichnungen, Gemälden und Objekten eine von ihm entworfene kalligraphische Schrifttype und die erwähnte Zeichensetzung.
Den Künstlern von Gugging widmete der Salzburger Schriftsteller Wolfgang Kauer sein Gedicht Galerie in Gugging.
Seit Dezember 2024 trägt das Museum das Österreichische Umweltzeichen.
2025 beteiligt sich das Museum Gugging an der Ausstellung ursprünglich_berührend! gugging goes millstART in Kooperation mit dem Verein MillstART im Stift Millstatt in Kärnten. Für diese Ausstellung wurde das Zimmer August Wallas, das er bis zur Decke ausgemalt hatte, nachgebaut.